# Xã Pine, Quận Warren, Indiana
Xã Pine (tiếng Anh: Pine Township) là một xã thuộc quận Warren, tiểu bang Indiana, Hoa Kỳ. Năm 2010, dân số của xã này là 481 người.